# Destructor Espero (1927)
El destructor italià Espero va ser un dels vuit destructors de classe Turbine construïts per a la Regia Marina durant la dècada del 1920. Va rebre el nom d'un vent de ponent, Espero, o Ponente, comú a l'estiu a la Mediterrània. El seu identificador era ES. Acabat el 1928, l'Espero va ser enviat a Xangai després de l'incident de Xangai el 28 de gener de 1932. Després de trobar-se amb un mar fort, va haver d'aturar-se a Saigon, a la Indoxina francesa, després es va quedar a l'Extrem Orient fins i tot després que s'hagués negociat una treva entre la Xina i el Japó.
Després que Itàlia entrés a la Segona Guerra Mundial el 10 de juny de 1940, l'Espero va formar part del 2n Esquadró de Destructors, amb seu a Tàrent. Només disset dies després de l'entrada d'Itàlia a la guerra, l'Espero va ser enfonsat durant la batalla del comboi Espero mentre cobria la retirada del comboi, el primer enfrontament de superfície entre vaixells de guerra aliats i italians. El vaixell va ser el primer destructor italià que es va perdre durant la Segona Guerra Mundial.

## Disseny i descripció
Els destructors de classe Turbine van ser versions ampliades i millorades de la classe Sauro precedent. Tenien una longitud total de 93,2 metres (306 peus), una mànega de 9,2 metres (30 peus 2 polzades) i un calat mitjà de 3 metres (9 peus 10 polzades) Desplaçar 1.090 tones mètriques (1.070 tones llargues) amb càrrega estàndard, i 1.700 tones mètriques (1.670 tones llargues) amb càrrega profunda. El seu complement era de 12 oficials i 167 soldats.
Els Turbines eren accionats per dues turbines de vapor Parsons, cadascuna impulsava un eix de l'hèlix utilitzant vapor subministrat per tres calderes Thornycroft. Les turbines tenien una potència de 40.000 cavalls (30.000 kW) per a una velocitat de 33 nusos (61 km/h; 38 mph) en servei, tot i que l'Espero va arribar a assolir una velocitat de 38,4 nusos (71,1 km/h; 44,2 mph) durant les seves proves de mar amb una càrrega lleugera. Portaven suficient fuel per donar-los una autonomia de 3.200 milles nàutiques (5.900 km; 3.700 milles) a una velocitat de 14 nusos (26 km/h; 16 mph).
La seva bateria principal consistia en quatre canons de 120 mil·límetres (4,7 polzades) en dues torretes de dos canons, una a davant i a darrere de la superestructura. La defensa antiaèria (AA) per als vaixells de la classe Turbine era proporcionada per un parell de canons AA de 40 mil·límetres (1,6 polzades) en muntatges individuals al mig del vaixell i un muntatge de dos canons per a metralladores de 13,2 mil·límetres (0,52 polzades). Estaven equipats amb sis tubs de torpedes de 533 mil·límetres (21 polzades) en dos muntatges triples al mig del vaixell. Els Turbines podien portar 52 mines.

## Construcció i carrera
L'Espero va ser construït per Gio. Ansaldo & C. a la seva drassana Gènova-Sestri Ponente el 29 d'abril de 1925, avara el 31 d'agost de 1927 i posat en servei el 30 d'abril de 1928. Juntament amb l'Ostro, el Zeffiro i el Borea, després de la finalització, l'Espero va ser assignat al 1r Esquadró de la I Flotilla de Destructors, amb seu a La Spezia.

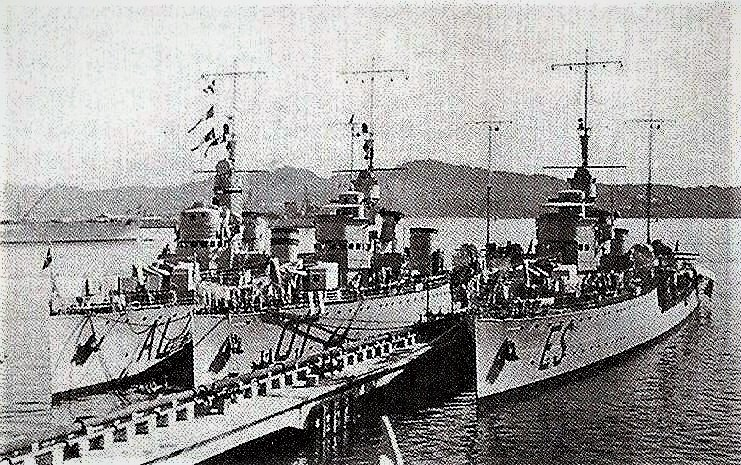
Els destructors Aquilone, Ostro i Espero

Després de l'incident de Xangai del gener de 1932 que va provocar hostilitats entre la Xina i el Japó, Itàlia va decidir enviar dos vaixells de guerra i el Batalló de San Marco per protegir la seva colònia a Xangai. El Trento i l'Espero van ser seleccionats per a la missió. Tots dos vaixells van partir de Gaeta el 5 de febrer de 1932 sota el comandament de l'almirall Domenico Cavagnari. El Trento va arribar a Xangai el 4 de març, mentre que l'Espero, frenat pel mal temps, va haver d'aturar-se a Saigon abans d'arribar a la Xina tres dies després. Després que es va negociar una treva entre el Japó i la Xina, el Trento va sortir de Xangai el 14 de maig de 1932 per fer el viatge de tornada a Itàlia, mentre l'Espero es va quedar un any allà per complementar i reforçar l'esquadra naval italiana a l'Extrem Orient. El 1934 l'Espero, juntament amb l'Ostro, el Zeffiro i el Borea van formar el 4t Esquadró de Destructors, part de la 2a Divisió Naval.

### Segona Guerra Mundial
En el moment de l'entrada d'Itàlia a la Segona Guerra Mundial el 10 de juny de 1940, l'Espero juntament amb els vaixells germans Ostro, Zeffiro i Borea van formar el 2n Esquadró de Destructors amb base a Tàrent.

#### Batalla del comboi Espero
El 27 de juny de 1940 l'Espero, comandat pel capità Enrico Baroni, va sortir de Tàrent a les 22:45 per a la primera missió de guerra, juntament amb l'Ostro. i el Zeffiro. Els tres vaixells havien de transportar a Tobruk dues bateries antiaèries lleugeres, 120 tones curtes (110 t) de munició (450.000 cartutxos) i 162 membres de la Milícia Voluntaria per a la Seguretat Nacional.
El 28 de juny de 1940 a les 12:10, a unes 43 milles nàutiques (50 mi; 80 km) a l'oest de Zakynthos, el comboi va ser albirat per un avió de reconeixement britànic Short Sunderland. Quan es trobaven a l'abast del 7è Esquadró de Creuers britànic, compost per creuers lleugers Liverpool, Orion, Neptune, Gloucester i HMAS Sydney, l'almirall John Tovey els va ordenar que interceptessin els italians. La columna italiana va ser albirada pels vaixells aliats cap a les 18:30, a unes 100 milles al nord de Tobruk, i a les 18:36 el Liverpool va obrir foc des de 20.000 m contra la sorpresa flotilla italiana. A les 18:59 l'Orion també va obrir foc des de 16.000 m. Els destructors italians eren teòricament més ràpids que els creuers britànics, però a causa de la seva edat i càrrega pesada a bord, el seu avantatge de velocitat es va anul·lar. A més, la tercera caldera d' l'Espero va resultar defectuosa, limitant la velocitat del destructor a només 25 nusos (46 km/h; 29 mph). El capità Baroni, per tant, va decidir sacrificar el seu vaixell per cobrir la fugida del Zeffiro i l'Ostro, i els va ordenar que es desenganxessin i naveguessin cap a Bengasi a tota velocitat. L'Espero va posar cortines de fum i va dur a terme maniobres evasives, enfrontant-se a la divisió de Liverpool amb canons i disparant simultàniament tres torpedes a l'Orion. Mentre el Liverpool i el Gloucester s'enfrontaven a l'Espero, els altres tres creuers van intentar evitar les cortines de fum per atacar l'Ostro i el Zeffiro que fugien, però van rebre l'ordre d'abandonar la seva persecució i concentrar-se en l'Espero. A causa de la ziga-zaga, l'Espero va aconseguir evitar ser colpejat, però a les 19:20 el rang entre ell i el Liverpool s'havia escurçat a 13.000 m. De fet, els italians van aconseguir el primer impacte, quan un únic obús italià de 4,7 polzades (120 mm) va colpejar Liverpool a només 3 peus per sobre de la línia de flotació, amb estelles penetrant a les ogives de dos torpedes, però d'altra manera va causar pocs danys. Malgrat els forts trets, l'Espero no va ser colpejat fins a les 20:00, quan les seves sales de màquines van ser rebre l'impacte i van aturar el vaixell. El 7è Esquadró va gastar uns 5.000 obusos, més de 1.600 de calibre principal, abans que el destructor italià fos enfonsat, després de 130 minuts de ferotge lluita. El Sydney va rescatar 47 dels 225 homes del destructor italià, i trenta-sis més van escapar en llanxes, però només sis d'ells van ser trobats amb vida pel submarí italià Topazio gairebé 20 dies després. El capità Baroni va morir a bord del seu vaixell, i va rebre pòstumament la Medalla d'or al valor militar.